# Omaggio a New Orleans
Omaggio a New Orleans è un album live dei Blue Stuff e della Piccola Orchestra La Viola, pubblicato nel 2007 da Liri Blues Festival e Terre in Moto.

## Il disco
Il CD venne registrato dal vivo ad Isola del Liri durante l'edizione 2006 del Liri Blues. Nel 2007 in occasione del ventennale del festival e del decennale dal gemellaggio tra Isola del Liri e New Orleans, venne presentato il CD.

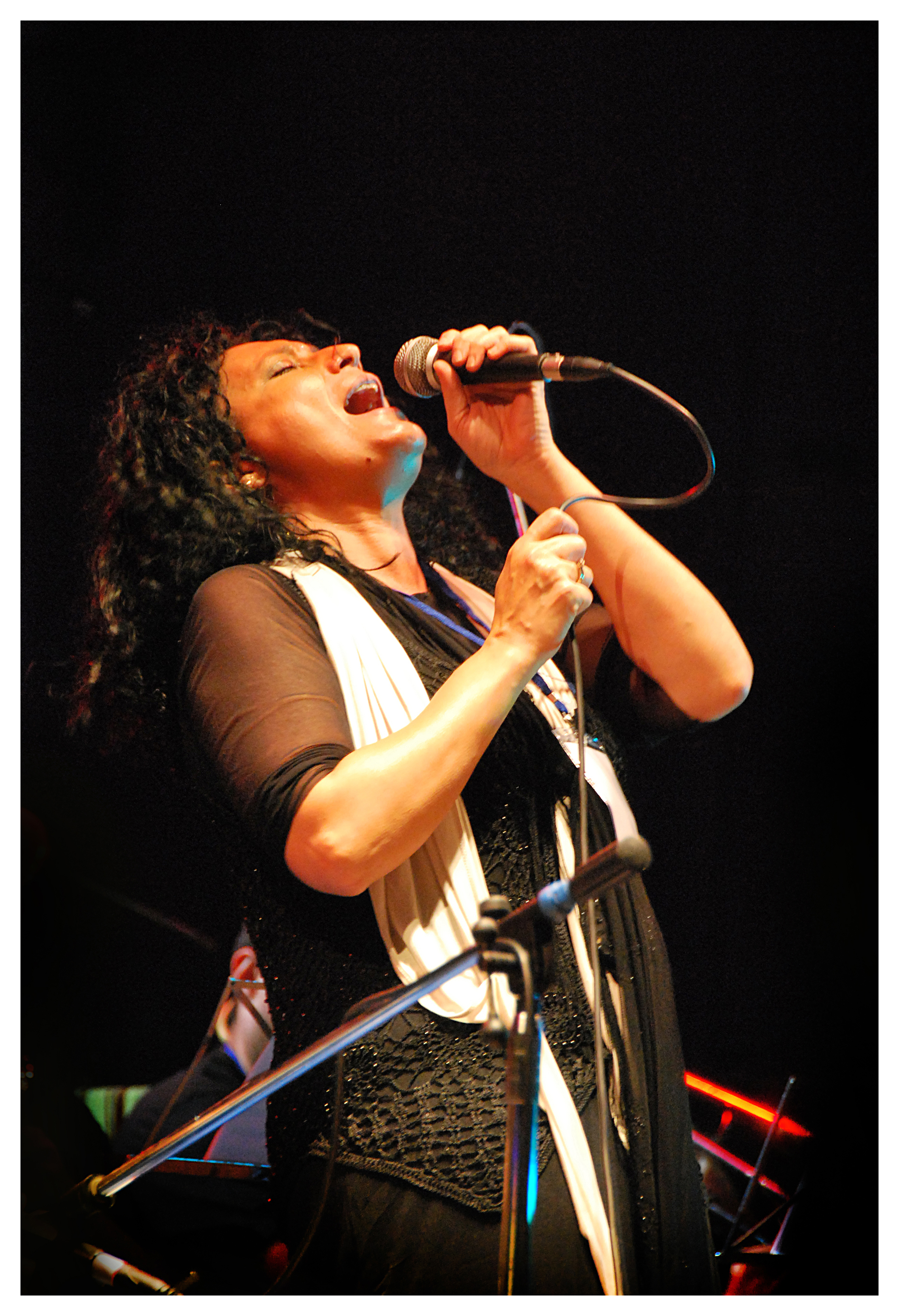
Antonella Costanzo (POLV) al Liri Blues

In "Omaggio a New Orleans" la jug band Dr. Sunflower (i componenti degli storici Blue Stuff) di Mario Insenga suona insieme ad una band di organetti (Piccola orchestra la Viola) in una originale rielaborazione del repertorio blues classico della Louisiana.
Le sonorità combinano la dolcezza del timbro degli organetti e il tipico sound aspro di una blues band da strada, suggerito dalle note taglienti della fisarmonica. Allo stesso modo la ritmica fonde le percussioni di una orchestra di musica etnica con la martellante grancassa della jug band.
L'organetto, strumento presente nella musica tradizionale italiana e nel cajun tipico della Louisiana, è l'elemento centrale dell'album, con una linea armonica che poggia su 9 organetti e un basson. Nelle parti soliste si alternano organetto, fisarmonica, chitarra e mandolino. Interessante anche l'accostamento tra la voce ruvida e "nera" di Mario Insenga e quella mediterranea e quasi teatrale di Antonella Costanzo.

## Dedica
Il CD è dedicato alla memoria del clarinettista jazz Alvin Batiste, maestro tra gli altri di Branford Marsalis, deceduto nel maggio del 2007.
Nativo della capitale della Louisiana, nel '97 Batiste era stato l'ospite principale dei festeggiamenti per il gemellaggio tra Isola del Liri e New Orleans. Egli aveva ricambiato eseguendo, in una jam session tra musicisti delle due città, un brano jazz dal titolo "Isola del Liri", composto per l'occasione e inserito poi nell'album "Songs, Words and Messages, Connections".

## Tracce
1. Louisiana 1927 – 5:12
2. Newz reel – 3:10
3. Tipitina – 5:15
4. Come on in my kitchen – 4:35
5. Goodnight, irene – 4:56
6. Iko-iko – 5:11
7. Big Chief – 4:50
8. Amazing grace – 5:20
9. Jambalaya – 4:00
10. Happy tears – 5:43
11. When the saints go marching in – 4:36

## Formazione

### Dr. Sunflower jug band
- Dr. Sunflower (Mario Insenga) - voce, grancassa, kazoo, jug
- Mojo Killer (Lino ciént'anne 'e salute Muoio) - chitarre, mandolino, cori
- Red Buzzard (Francesco Citera) - fisarmonica
- Wolframio (Fulvio Sorrentino) - dobro, cori

### Piccola orchestra la Viola
- Alessandro Parente - direttore
- Antonella Costanzo - voce, percussioni
- Alessandro D'Alessandro - organetto solista
- Elisa Di Bello - organetto
- Giuseppe Di Bello - organetto
- Silvia Di Bello - organetto
- Gianfranco Onairda - organetto
- Laerte Scotti - organetto
- Rosalba Punzo - organetto
- Francesca Villani - organetto
- Matteo Mattoni - organetto
- Giacomo Nardone - organetto, Basson
- Valentina Lauri - percussioni
- Maria Sole La Torre - percussioni
- Mario Mazzenga - basso
- Daniele Chiantese - batteria, cocktail drum